# ゲジュ島
ゲジュ島(ゲジュとう、ロシア語: Остров Геджまたはロシア語: Остров Гейдж)は北極海の一部であるバレンツ海に位置するロシア連邦領ゼムリャフランツァヨシファにある島である。1899年に発見された 。